# 汉谟拉比
汉谟拉比（羅馬化：Ḫâmmurabi），是阿摩利人的巴比伦王国的第六任國王（約西元前1792年－前1750年（中年表）或前1728年－前1686年（短年表）在位）。在一連串戰爭中，他擊敗鄰國，將巴比倫的統治區域擴展至整个两河流域（美索不達米亞），从而成為巴比倫尼亞帝國的第一任國王。儘管他的帝國掌控了整個兩河流域，他的繼承者卻無力保持他的偉業，帝國最終走向衰亡。
漢摩拉比以制定了《漢摩拉比法典》而聞名，在現代被譽為古代立法者。漢摩拉比法典是的第一部成文民法典之一，刻寫於超過2.4公尺（8英尺）高、於1901年出土的石碑上，核心論點是應報理論。

## 历史

### 背景

汉谟拉比即位及逝世时巴比伦王国领土对比

汉谟拉比是巴比伦城邦第一王朝（又称古巴比伦王国）的第六位国王，于大约西元前1792年继承其父王辛-穆巴利特的权力。巴比伦是在美索不达米亚平原星罗棋布的众多古代城邦的一员，这些城邦为了争夺富饶的农业用地互相之间经常开战。尽管古代两河流域有很多文明同时存在，但在中东具有读写能力的人心目中巴比伦文明具有突出地位。汉谟拉比之前的巴比伦诸王已经开始着手统一两河流域中部，征服了博尔西帕、基什和西帕尔等城邦，在该地区树立起巴比伦的霸权。但汉谟拉比之前的巴比伦仍然是一个微不足道的小城邦，因此汉谟拉比即位时，巴比伦所处的地缘政治情况十分复杂：强大的埃什努纳王国控制着底格里斯河上游，拉尔萨控制着两河流域三角洲，在东方有埃兰王国，在北方亚述国王沙姆希-阿达德一世虎视眈眈，只是由于他不合时宜的死亡才使得他新建的闪族帝国土崩瓦解，亚述对巴比伦的威胁得以消除。

### 统治
汉谟拉比在位前二十年该地区相对和平。他大兴土木，例如为了防御外敌而筑高城墙，还扩建庙宇。大约前1766年时，强大的埃兰王国为了控制穿越扎格罗斯山脉的重要商路而入侵美索不达米亚平原。埃兰与平原上的其他城邦联盟，袭击并摧毁了埃什努纳和其他很多城邦，从而第一次将势力范围扩展到该地区。为了巩固自己在该地区的统治，埃兰试图挑起汉谟拉比统治下的巴比伦王国和拉尔萨王国之间的战争以坐收渔利。汉谟拉比和拉尔萨国王获悉埃兰的离间图谋后结成联盟，粉碎了埃兰人的进攻，但拉尔萨在战斗中并没有出多大力。汉谟拉比愤怒于拉尔萨没有帮助自己，转而于前1763年南下征服拉尔萨，从而统一了两河流域下游。
当汉谟拉比在他的北方盟友的帮助下在南方作战时，缺少士兵的北方陷入动荡。汉谟拉比乘机挥师北上，平息了北方的动乱，并占领了埃什努纳。接着巴比伦军队征服了北方的其他城邦，包括它的老盟友马里也被兵不血刃地攻下。经过几年的征伐，汉谟拉比统一了两河流域的大部（前1758年）。该地区的重要城邦中，只有西部叙利亚的阿勒颇和卡特纳依然保持独立。从发现的石碑来看，汉谟拉比的统治疆域甚至北达迪亚巴克尔（今属土耳其共和国），在那里他自称“阿摩利人之王” 。
记录汉谟拉比及其继任者统治年代的大量粘土板和汉谟拉比自己的书信已经被发现，汉谟拉比统治一个帝国所要处理的应对水灾、完善历法、照看大群的家畜等日常政务从这些信件中可见一斑。汉谟拉比大约于前1686年逝世，王位由其子萨穆苏伊鲁纳继承。

## 法典
汉谟拉比最让世人熟知的事迹是他颁布了一部新的巴比伦法律《汉谟拉比法典》。法典刻在一块巨大的玄武岩石碑上，并放置于公共场所以便所有人能看见，尽管那时可能很少有人识字。石碑后来被埃兰人所夺，并被运回埃兰首都苏萨。1901年石碑再次被考古人员发现，现藏于法国巴黎卢浮宫博物馆。《汉谟拉比法典》包括282条法律，由书吏用阿卡德语的楔形文字刻写在石碑，因为阿卡德语是当时巴比伦的日常用语，阿卡德语的条文可以让城中所有识字的人看懂。

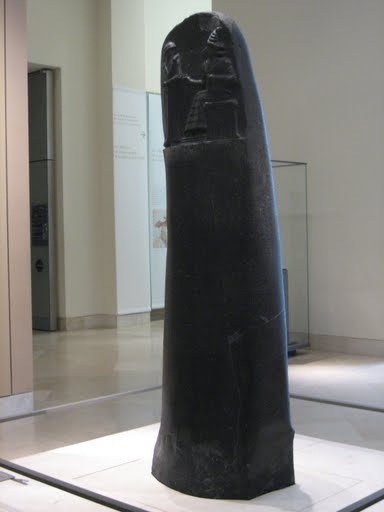
卢浮宫内的汉谟拉比法典
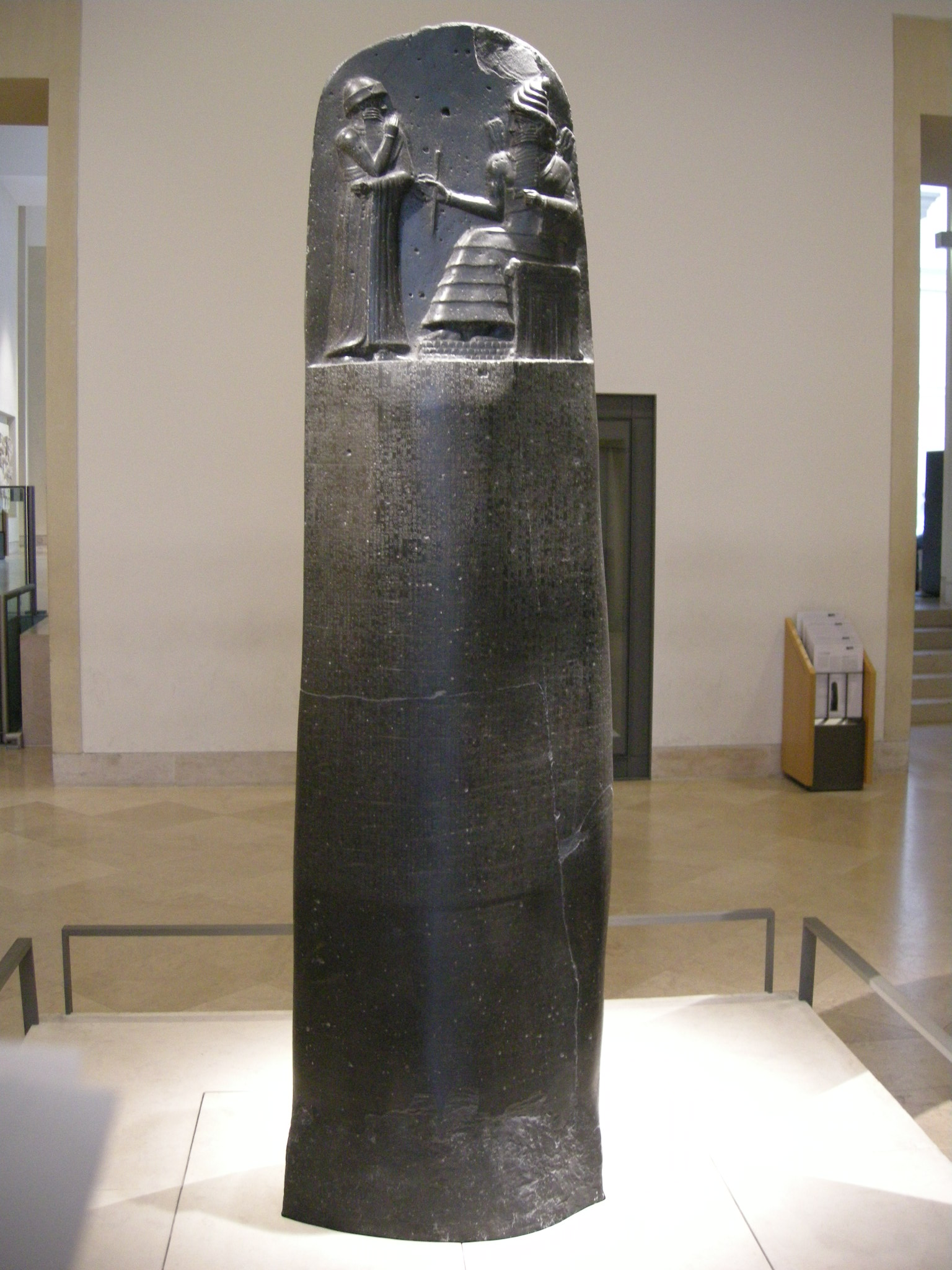
卢浮宫内的汉谟拉比法典
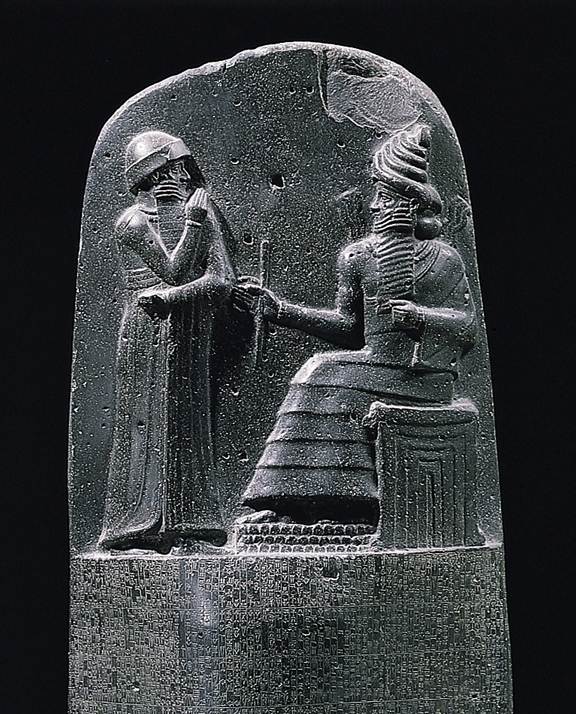
《汉谟拉比法典》石碑正面
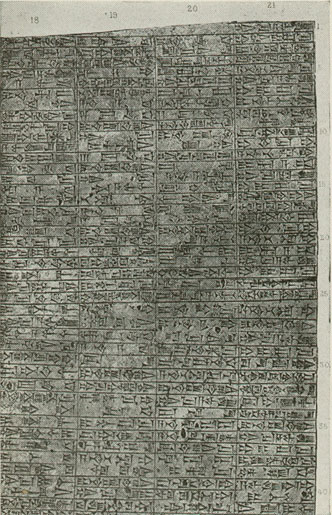
法典石碑文字

在刻有法典的石碑顶部描绘了巴比伦太阳神沙玛什（同时也是正义之神）将法律授予汉谟拉比的情景，寓意着汉谟拉比是神选择出来统治他的臣民，并给他们带来法制的。与《汉谟拉比法典》类似的神启法律还有希伯来人的先知摩西領受耶和华所寫的《十誡》兩塊石版。两河流域周边文明制定类似的法典还有新苏美尔的《乌尔纳姆法典》和早期赫梯的《赫梯法典》。
《汉谟拉比法典》受到了古代苏美尔法律及两河流域其他各国法律的影响，但也保留了一些古代阿摩利人习惯法的痕迹，例如它采用“同态复仇法”即“以眼还眼，以牙还牙”（第196和200条）的方式来解决上层自由民之间的纠纷，造成许多伤残甚至死亡，以今天的标准看来过于残酷。尽管如此，该法典在历史上仍然有着广泛而深远的影响，之后的历代帝王仍不时提到它，以它作为榜样。

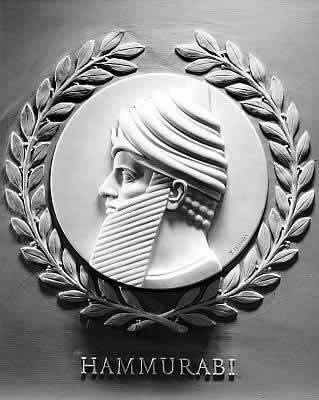
美国国会大厦众议院会客厅汉谟拉比大理石浅浮雕

## 遗产与影响
汉谟拉比逝世后，其继任者们统治下的巴比伦帝国在赫梯人的军事打击下逐渐衰落，赫梯人最终于前1595年占领巴比伦城，巴比伦第一王朝灭亡。但赫梯人在巴比伦并未久留，赫梯人退走后，伊新建立巴比伦第二王朝，但加喜特人最终征服了巴比伦，并统治两河流域达400多年。加喜特人受巴比伦文化影响，包括《汉谟拉比法典》。
因为汉谟拉比被誉为一位立法者，一些美国政府大楼内可以发现他的形象。汉谟拉比是美国国会大厦众议院会客厅大理石浅浮雕上雕刻的23位立法者之一。在美国最高法院大厦南墙的横饰带上刻有汉谟拉比从巴比伦太阳神沙玛什手中接受《汉谟拉比法典》的形象。

### 引用
1. ↑  Beck, Roger B.; Linda Black, Larry S. Krieger, Phillip C. Naylor, Dahia Ibo Shabaka,. . Evanston, IL: McDougal Littell. 1999. ISBN 0-395-87274-X. OCLC 39762695.
2. ↑  Van De Mieroop 2005，第1頁
3. ↑  Van De Mieroop 2005，第1–2頁
4. 1 2  Van De Mieroop 2005，第3頁
5. ↑  Van De Mieroop 2005，第3–4頁
6. ↑  Van De Mieroop 2005，第16頁
7. ↑  Arnold 2005，第43頁
8. ↑  Van De Mieroop 2005，第15–16頁
9. ↑  Van De Mieroop 2005，第17頁
10. 1 2  Van De Mieroop 2005，第18頁
11. 1 2  Van De Mieroop 2005，第31頁
12. ↑  Van De Mieroop 2005，第40–41頁
13. ↑  Van De Mieroop 2005，第54–55頁
14. ↑  Van De Mieroop 2005，第64–65頁
15. 1 2 3  Arnold 2005，第45頁
16. 1 2 3  黄民兴《中东国家通史·伊拉克卷》第23－28页。
17. ↑  Clay, Albert Tobias. . Yale University Press. 1919: 97.
18. ↑  Breasted 2003，第129頁
19. ↑  Breasted 2003，第129–130頁
20. ↑  Arnold 2005，第42頁
21. ↑  Breasted 2003，第141頁
22. ↑  Davies, W. W. . Kessinger Publishing. January 2003. ISBN 0766131246. OCLC 227972329.
23. ↑  令狐若明《世界上古史》第155－166页。
24. ↑  《西方文明史I》第38－40页。
25. ↑  DeBlois 1997，第19頁
26. ↑  . Architect of the Capitol.   [2008-05-19]. （原始内容存档于2004-12-15）.
27. ↑   (PDF). Supreme Court of the United States.   [2008-05-19]. （原始内容 (PDF)存档于2008-05-09）.

## 外部連結
- 近观汉谟拉比法典（卢浮宫） （页面存档备份，存于）
- “汉谟拉比”一词的词源 （页面存档备份，存于）